# Libro blanco de la Transición Nacional de Cataluña
El Libro blanco de la Transición Nacional de Cataluña (en catalán, Llibre blanc de la Transició Nacional de Catalunya) es un libro presentado el 29 de septiembre de 2014 por la Generalidad de Cataluña que analiza los distintos aspectos a tener en cuenta en el proceso de transición de Cataluña hacia un país independiente. El documento recoge el conjunto de los informes realizados por el Consejo Asesor para la Transición Nacional y una síntesis de estos realizada por la secretaría del Consejo.